# Jesus Movement

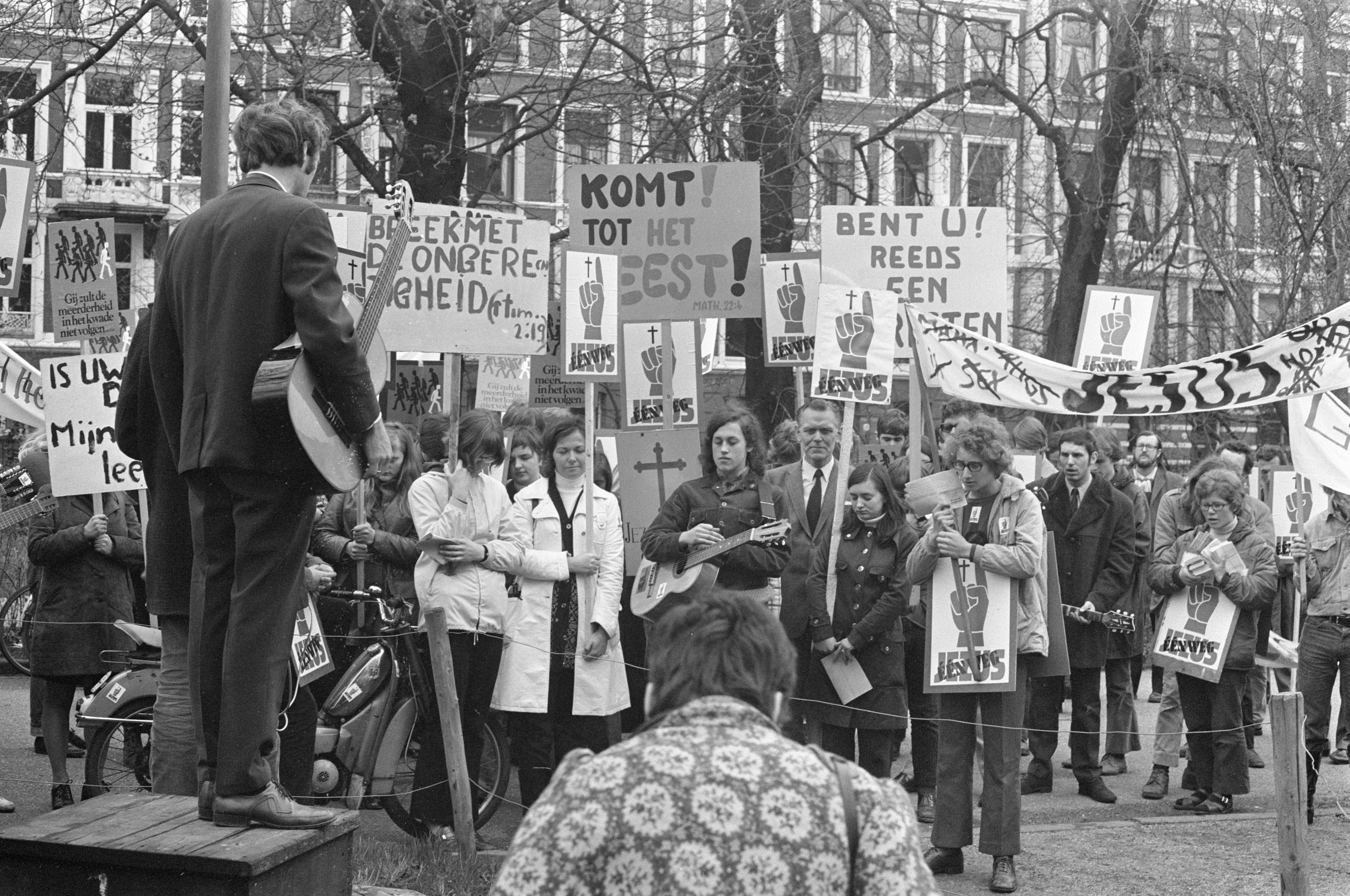
Défilé du mouvement à Amsterdam, en avril 1972.

Le Jesus Movement était un mouvement de réveil chrétien évangélique parmi les musiciens, hippies et étudiants qui prit racine en Californie du Sud, aux États-Unis. Ses membres étaient communément appelés les Jesus People. Ils développèrent un mouvement musical baptisé Jesus Music. Le mouvement a particulièrement influencé le christianisme évangélique en général.

## Histoire
Le mouvement est né en Californie du Sud des États-Unis dans les années 1960 et au début des années 1970, quand des musiciens, hippies et étudiants se convertissent,. Ces musiciens continuent de jouer le même style de musique, mais y insèrent un message chrétien. 
L'explo '72, un événement de musique chrétienne contemporaine et d'évangélisation, incluant en notamment le pasteur baptiste Billy Graham, organisé dans le stade  Cotton Bowl à Dallas par Campus Crusade for Christ, a attiré 80 000 jeunes Jésus people et a permis au mouvement de se développer. Par la suite, le mouvement a commencé à s'estomper, se terminant en grande partie à la fin des années 1970, mais a laissé une influence majeure sur la musique chrétienne, la jeunesse et la vie de l'église.
Certaines églises chrétiennes évangéliques comme l'Association of Vineyard Churches ou Calvary Chapel ont des origines dans le mouvement.

## Jesus music
Le mouvement musical issu du "Jesus Movement", la Jesus Music aurait son origine en 1967 quand un groupe de chrétiens a ouvert une mission dans un local commercial à San Francisco. Elle eut une grande influence sur la musique chrétienne contemporaine chrétiennes évangéliques, contribuant à créer différents sous-genres musicaux comme le rock et le metal chrétien, . 
Larry Norman est l'un des premiers musicien à faire du rock chrétien et a enregistré le tout premier album de ce genre, Upon This Rock en 1969.